# Benilda
Benilda – imię żeńskie pochodzenia germańskiego, którego patronką jest św. Benilda, żyjąca w Kordowie (Hiszpania), w IX wieku.
Benilda imieniny obchodzi 15 czerwca.
Męski odpowiednik: Benild